# 갈현동 (과천시)
갈현동(葛峴洞)은 대한민국 경기도 과천시의 동이다.

## 개요
갈현동(葛峴洞)은 과천시에서 가장 남쪽에 있는 동으로 ‘가루개(葛峴)’라는 고개 하나를 사이에 두고 안양시 관양동과 접해 있다.  원래 과천군 군내면의 지역으로, 1914년 행정구역 폐합에 따라 ‘가루개’와 그 근처의 ‘가일’,‘찬우물’,‘벌말’,‘제비울’, ‘옥탑골’, ‘자경골’을 합해 시흥군 과천면 '갈현리'로 편입했다가 1986년 1월 1일 과천이 시로 승격되면서 갈현동이 되었다.
도농복합지역으로, 지식기반산업과 주거단지가 어우러진 친환경 복합단지 《과천지식정보타운》의 예정지이자 과천의 중심지로 부상하고 있다. 갈현동 문화교육센터는 여가선용, 문화생활, 평생교육의 공간으로 거듭나고자 전통문화 체험장을 설치·운영하고 있으며, 국가무형문화재 제58호 줄타기의 본향으로서 〈줄타기보존회〉를 유치, 줄타기 체험을 포함한 유익하고 다양한 프로그램을 운영하고 있다.

## 법정동
- 문원동
- 갈현동

## 교육
- 과천여자고등학교
- 문원중학교
- 문원초등학교

## 아파트
| 단지명                      | 건설사                        | 시행사                               | 주소                       | 입주        | 비고                                            |
| --------------------------- | ----------------------------- | ------------------------------------ | -------------------------- | ----------- | ----------------------------------------------- |
| 래미안 슈르 (301 ~ 342동)   | 삼성물산㈜ 건설부문           | 과천주공3단지 재건축정비사업조합     | 별양로 12 (원문동)         | 2008년 9월  | 과천주공 3단지 재건축 343 ~ 348동은 별양동 소재 |
| 과천 위버필드 (201 ~ 216동) | 롯데건설 ㈜에스케이에코플랜트 | 과천주공2단지 주택재건축정비사업조합 | 별양로 11 (원문동)         | 2021년 2월  | 과천주공 2단지 재건축 217 ~ 221동은 별양동 소재 |
| 과천 푸르지오 라비엔오      | 대우건설                      | 대우건설 태영건설 금호산업           | 과천대로8길 15 (갈현동)    | 2021년 12월 |                                                 |
| 과천 푸르지오 오르투스      | 대우건설                      | 대우건설 태영건설 금호산업           | 과천대로12가길 33 (갈현동) | 2023년 6월  |                                                 |
| 과천 푸르지오 벨라르테      | 대우건설                      | 대우건설 태영건설 금호산업           | 과천대로8길 65 (갈현동)    | 2022년 10월 |                                                 |
| 과천 제이드자이             | 지에스건설㈜                  |                                      |                            | 2021년 12월 |                                                 |
| 과천 르센토 데시앙          | 태영건설                      |                                      |                            | 2023년 4월  |                                                 |
| 과천 그랑레브 데시앙        | 태영건설                      |                                      |                            | 2023년 6월  |                                                 |
| 과천 리오포레 데시앙        | 태영건설                      |                                      |                            | 2024년 2월  |                                                 |
| 과천 린 파밀리에            | 우미건설 신동아건설           |                                      |                            | 2024년 4월  |                                                 |
| 과천 디에트르 퍼스티지      | 대방건설                      | 대방건설                             |                            | 2027년 5월  |                                                 |